# Blue (film 2001)
Blue è un film del 2001 diretto da Hiroshi Ando.
Il soggetto è basato sull'omonimo manga di Kiriko Nananam, un dramma romantico di genere Yuri.
La storia parla di due ragazze appena adolescenti, Kayako e Masami, le quali un poco alla volta iniziano a rendersi conto che la loro amicizia si sta sempre più trasformando in qualcosa di molto più profondo e serio.

## Trama
Kayako sta frequentando il terzo anno di una scuola superiore: sente dentro di sé un qual certo senso d'isolamento ed estraneità rispetto all'ambiente in cui vive e alle compagne. Viene presa anche da un vago timore ed inquietudine rispetto al futuro che l'attende e a cui è destinata.
Un giorno si trova casualmente a far amicizia con Masami, la quale viene immediatamente isolata dal gruppo in quanto ripetente: Kayako sente subito d'esser rimasta fortemente attratta da Masami, ed assieme a lei scoprirà un mondo che non conosceva, fatto di un amore esclusivamente femminile.